# Star of Sierra Leone

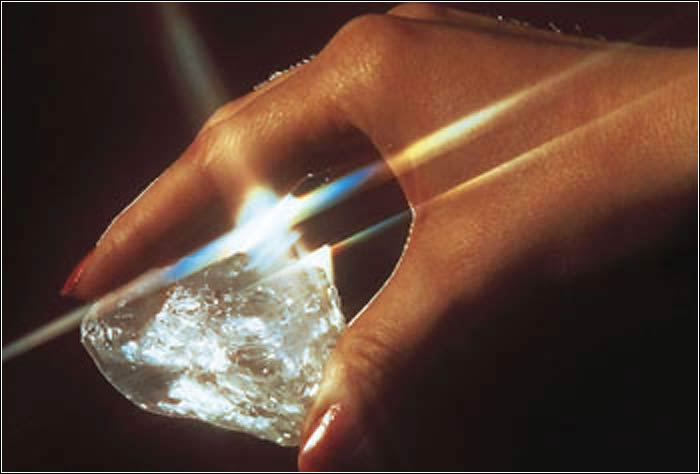
Star of Sierra Leone

Der Star of Sierra Leone (deutsch Stern von Sierra Leone) ist der bisher (Stand August 2017) größte in Sierra Leone gefundene Rohdiamant. Er wurde in der Dominica Mine am 14. Februar 1972 ausgegraben. Er wog roh 968,9 Karat (193,78 g) und war damit der drittgrößte je gefundene Rohdiamant.
Der Star of Sierra Leone wurde von dem Juwelier Harry Winston für 2,5 Millionen US-Dollar gekauft und zunächst in einen Stein mit 143,2 Karat geschnitten, der nicht lupenrein war. Später wurde dieser in 17 Steine geteilt, 13 davon lupenrein. Der größte lupenreine Einzelstein hat 53,96 Karat (10,792 g), sechs der Steine wurden zu einer Brosche zusammengefasst (Stern von Sierra Leone-Brosche).
Der Star of Sierra Leone gilt als perfekt chemisch rein (Kategorie  IIa), was nur auf etwa ein Prozent aller Diamanten weltweit zutrifft.